# 19e régiment d'infanterie (États-Unis)
Pour les articles homonymes, voir 19e régiment d'infanterie.
Le 19e régiment d'infanterie des États-Unis  est un régiment de l'armée américaine créé en 1861. Il participa à la Guerre de Sécession, la Guerre hispano-américaine, la Seconde Guerre mondiale, la Guerre de Corée et la Guerre du Viet Nam .